# José Gómez Fresquet
José Gómez Fresquet -conocido como Fresquez- (La Habana, 1939 - 28 de agosto de 2007) fue un artista gráfico cubano.
Incorporado a la vanguardia artística del interior de Cuba, fue diseñador, dibujante y director de arte de varias revistas, habiendo realizado distintas exposiciones nacionales e internacionales. Comprometido con el movimiento revolucionario de Cuba, fue Premio Nacional de Artes Plásticas en 2005.
Algunas de sus obras, como la serigrafía La modelo y la vietnamita, han sido ampliamente conocidas por representar críticas contra el imperialismo de Estados Unidos.